# 熱学
熱学（ねつがく、英語：thermology）とは物理学または化学の一部門である。
物質の熱現象を中心に研究する学問で、熱と他のエネルギーとの相互変換や加熱によって生じる物質の状態変化および化学変化や熱伝導、熱対流、熱放射などの熱の移動といった熱の出入りや温度の変化を伴う物理現象または化学現象を研究対象とする。なお、熱学は熱の発生について扱った分子運動論、熱伝導などを扱う熱力学、この二つを組み合わせ熱現象を統計的に解析する統計力学に大別される。